# Гартберг-Фюрстенфельд
Гартберг-Фюрстенфельд (нім. Hartberg-Fürstenfeld) — політичний округ Австрійської федеральної землі Штирія. Був утворений 1 січня 2013 року шляхом об'єднання округів Гартберг та Фюрстенфельд.

## Адміністративний поділ
Округ поділено на 36 громад:

### Міста
1. Фрідберг
2. Фюрстенфельд
3. Гартберг

### Ярмаркові містечка
1. Бад-Вальтерсдорф
2. Бургау
3. Графендорф-бай-Гартберг
4. Ільц
5. Кайндорф
6. Нойдау
7. Пінггау
8. Пеллау
9. Ворау

### Сільські громади
1. Бад-Блумау
2. Бух-Санкт-Магдалена
3. Дехантскірхен
4. Еберсдорф
5. Файстріцталь
6. Грайнбах
7. Гросштайнбах
8. Гросвільферсдорф
9. Гартберг-Умгебунг
10. Гартль
11. Лафнітц
12. Лойперсдорф-бай-Фюрстенфельд
13. Оттендорф-ан-дер-Ріттшайн
14. Пеллауберг
15. Рор-бай-Гартберг
16. Рорбах-ан-дер-Лафніц
17. Санкт-Якоб-ім-Вальде
18. Санкт-Йоганн-ін-дер-Гайде
19. Санкт-Лоренцен-ам Вехзель
20. Шефферн
21. Зехау
22. Штубенберг
23. Вальдбах-Меніхвальд
24. Венігцелль

### Поділ до реформи 2014/2015
Округ поділено на 63 громади:
Міста
1. Фрідберг
2. Фюрштенфельд
3. Гартберг

Ярмаркові містечка
1. Бад-Вальтерсдорф
2. Бургау
3. Графендорф-бай-Гартберг
4. Ільц
5. Кайндорф
6. Нойдау
7. Пінггау
8. Пеллау
9. Ворау

Сільські громади
1. Альтенмаркт-бай-Фюрстенфельд
2. Бад-Блумау
3. Блайндорф
4. Бух-Санкт-Магдалена
5. Дехантскірхен
6. Дінерсдорф
7. Еберсдорф
8. Айхберг
9. Грайнбах
10. Гросгарт
11. Гросштайнбах
12. Гросвільферсдорф
13. Гайнерсдорф
14. Гартберг-Умгебунг
15. Гартль
16. Гофкірхен-бай-Гартберг
17. Кайбінг
18. Лафнітц
19. Лімбах-бай-Нойдау
20. Лойперсдорф-бай-Фюрстенфельд
21. Меніхвальд
22. Нештельбах-ім-Ільцталь
23. Оттендорф-ан-дер-Ріттшайн
24. Пеллауберг
25. Пухегг
26. Рабенвальд
27. Рігерсберг
28. Рор-бай-Гартберг
29. Рорбах-ан-дер-Лафніц
30. Зайфен-Боден
31. Санкт-Якоб-ім-Вальде
32. Санкт-Йоганн-бай-Герберштайн
33. Санкт-Йоганн-ін-дер-Гайде
34. Санкт-Лоренцен-ам Вехзель
35. Шахен-бай-Форау
36. Шефферн
37. Шлаг-бай-Тальберг
38. Шенегг-бай-Пеллау
39. Зеберсдорф
40. Зігерсдорф-бай-Герберштайн
41. Зехау
42. Зоннгофен
43. Штамбах
44. Штайн
45. Штубенберг
46. Тіфенбах-бай-Кайндорф
47. Юберсбах
48. Форнгольц
49. Вальдбах
50. Венігцелль
51. Верт-ан-дер-Лафніц